# Garden(s)
Garden(s) ist ein Jazzalbum von Jean-Luc Cappozzo, Daunik Lazro und Didier Lasserre. Die vom 17. bis 19. Juni 2016 in Cappozzone Studio in Luzillé entstandenen Aufnahmen erschienen am 26. Juni 2017 auf Ayler Records.

## Hintergrund
Zu Daunik Lazro, der mit Musikern wie Joe McPhee zusammengearbeitet hat, gesellt sich der Trompeter/Flügelhorn-Spieler Jean-Luc Cappozzo, der oft mit der Bassistin Joëlle Léandre zusammenarbeitete, und der Schlagzeuger Didier Lasserre, der zuvor häufig in Projekten mit dem Bassisten Benjamin Duboc Aufnahmen gemacht hat. Auf Garden(s) spielte das Trio „Sophisticated Lady“ und „Hop Head“ von Duke Ellington, „Angels“ von Albert Ayler und „Lonnie’s Lament“ von John Coltrane sowie drei von der Gruppe komponierte Versionen von „Garden(s)“ 1–3 und „Joy Spirit“ des Trompeters Jean-Luc Cappozzo.

## Titelliste
- Jean-Luc Cappozzo / Daunik Lazro / Didier Lasserre: Garden(s) (Ayler AylCD-150)[1]

1. Sophisticated Lady (Duke Ellington) 4:23
2. Joy Spirit 7:14
3. Garden 1 10:25
4. Lonnie’s Lament (John Coltrane) 5:31
5. Garden 2 2:59
6. Angels (Albert Ayler) 7:15
7. Garden 3 14:28
8. Hop Head (Duke Ellington, Otto Hardwick) 3:12

Wenn nicht anders vermerkt, stammen die Kompositionen von Jean-Luc Cappozzo, Daunik Lazro und Didier Lasserre.

## Rezeption
Nach Ansicht von Glenn Astarita, der das Album in All About Jazz rezensierte, besteht dieses progressive französische Trio aus Musikern, die jeweils an der Spitze europäischer Improvisationskreise standen und in zahlreichen kleinen und großen Ensembleformaten mitwirkten. Mit dem gespielten Material gehe das Trio einfallsreich um und schlage nicht einfach den traditionellen Weg ein. Es handle sich vielmehr um bedeutungsvolle und kohärente Improvisationen, die von sanft verwobenen und kräftigen Texturen übersprudeln, zusammen mit ausgelassenem Austausch und Perioden des Minimalismus, gemildert mit ätherischen Extrakten. Dies sei ein schöner Auftritt, der die Bewegungsfreiheit und die raffinierten Taktiken der Künstler triumphierend unter Beweis stelle, ohne die Struktur um ihrer selbst willen aufzugeben.
Der französische Saxophonist Daunik Lazro, der seit den 1970er-Jahren dem Credo des Free Jazz verpflichtet sei, würde nicht oft Standards aufnehmen, schrieb Ken Waxman in JazzWord, doch sein dissidenter Umgang mit dem Material von Coltrane, Ayler und Ellington mache deutlich, dass der 72-jährige Saxophonist eindeutig sich selbst Teil der Jazz-Tradition betrachtet. Improvisatorische Überraschungen seien nur einige der Qualitäten, die Garden(s) zur Schau stelle; doch jeder Standard unterstreiche die Fähigkeit des Trios, Dinge neu zu machen. Das Album zeige, dass die Verbreitung „zertifizierter Klassiker“ mit neuen Kompositionen und „die Bepflanzung des Bodens mit einzigartigen Improvisationen diese Klänge gedeihen lässt“.